# Vlaamse Radio- en Televisieomroep
Vlaamse Radio- en Televisieomroeporganisatie (en català, «Organització de Ràdio i Televisió Flamenca»), coneguda per les seves sigles VRT, és una empresa de radiodifusió pública de Bèlgica. La seva programació és en neerlandès i està dirigida a la comunitat flamenca (Flandes i Brussel·les). Gestiona tres canals de televisió, cinc emissores de ràdio i un lloc web. A més, participa en el canal internacional neerlandès BVN.
Encara que a Bèlgica hi ha radiodifusió pública des de 1930, el país no compta amb una organització estatal des de la reforma federalista de 1970. Els equivalents de VRT són la Radio Télévision Belge de la Communauté Française (RTBF) per a la comunitat valona i la Belgischer Rundfunk (BRF) per als germanòfons.
A diferència de tots els ens públics de ràdio i televisió en el món, cadascun dels serveis de VRT opera amb la seva pròpia marca, igual que ocorre els seus competidors privats.
VRT i RTBF són membres de la Unió Europea de Radiodifusió des de 1950.

## Història
El 18 de juny de 1930 es va fundar l'Institut Nacional Belga de Radiodifusió (NIR; en neerlandès, Belgisch Nationaal Instituut voor de Radio-omroep). Aquesta empresa era de titularitat estatal i gestionava dues emissores de ràdio: una en neerlandès i una altra en francès. La invasió alemanya durant la Segona Guerra Mundial (1940) va afectar la continuïtat del servei fins al 14 de setembre de 1945.
Pel que fa a la televisió, les primeres emissions van tenir lloc el 2 de juny de 1953 mentre que les regulars van començar el 31 d'octubre.
En 1960 es van modificar els estatuts de l'empresa per a convertir-la en la «Ràdio i Televisió Belga» (BRT; Belgische Radio- en Televisieomroep). Aquest organisme comprenia dos centres de producció en neerlandès i francès, independents entre si, i un altre per a serveis comuns. A més es va intentar garantir una total autonomia cultural, la llibertat d'informació i la independència editorial respecte del govern. En 1967, la BRT es va traslladar a una nova seu central en el bulevard Auguste Reyers (Brussel·les).
La reforma federalista de 1970 va provocar la divisió de l'empresa estatal en tres companyies per a cada comunitat lingüística, efectiva a partir de 1977. Cadascuna d'elles seria completament independent i gestionaria els seus propis mitjans, encara que podrien compartir instal·lacions. En el cas de la Regió Flamenca, va assumir dos canals de televisió: el generalista BRT1 i el cultural BRT2, creat aquest mateix any. A diferència de la seva contrapart francòfona, que va canviar de nom res més constituir-se, el servei de Flandes va mantenir la marca BRT fins a 1991, quan va passar a dir-se «Ràdio i Televisió Belga en Neerlandès» (BRTN; Belgische Radio- en Televisieomroep Nederlandstalige).
L'actual empresa es va originar amb una reforma dels seus estatuts el 16 d'abril de 1997 per a convertir-la en una corporació de titularitat pública amb autonomia. L'1 de gener de 1998 va començar l'activitat de l'«Organització de Ràdio i Televisió de Flandes» (VRT; Vlaamse Radio- en Televisieomroeporganisatie).
L'aparició de la televisió privada a Bèlgica i l'èxit de VTM va obligar l'ens públic a replantejar la seva oferta. En 1997 va convertir el seu segon canal en dos temàtics que compartirien franja: l'infantil Ketnet pel dia i el cultural Canvas a la nit. El 31 de maig de 2004 es va llançar el bloc esportiu Sporza. I en 2005 el primer canal VRT TV1 va passar a dir-se Één (Un).
En 2017 es posa en marxa el servei VRT NU, en la qual es poden seguir en viu els tres canals de televisió de la corporació a través d'un sol lloc.

## Ubicació
Del 1938 al 1974, l'emissora va estar allotjada a l'edifici Flagey d' Ixelles, dissenyat per l'arquitecte Joseph Diongre. L'any 1974 es van traslladar a l' Auguste Reyerslaan de Schaerbeek, on es va aixecar un nou edifici juntament amb la RTBF, un edifici que es va fer massa petit després d'unes dècades i que ja no complia els canvis requerits tant en l'àmbit professional com en l'ecològic.
A principis de 2016, es va anunciar que es construirà un nou edifici d'emissió de VRT al mateix lloc de Schaerbeek. El primer disseny el van fer els arquitectes Robbrecht & Daem en col·laboració amb els arquitectes Dierendonckblancke i costaria 105 milions d'euros. L'RTBF també preveu una nova sucursal al mateix lloc, però les dues estaran separades l'una de l'altra. Les obres per encàrrec de la VRT s'havien d'iniciar l'any 2018 amb vista a la finalització de l'any 2021. No obstant això, per sobrepassos pressupostaris previstos, el Consell d'Administració va suspendre la col·laboració amb els arquitectes adjudicataris. El Consell va decidir que s'havia de fer un nou disseny. També aquí es manté la premissa que la infraestructura actual es pot conservar durant les obres, per ser enderrocada posteriorment.

## Història del logotip
| Primer logo de TV3 | Logotip de 1993 a 2005 | TV3         | TV3         | TV3         | TV3               |
| 1968 - 1979        | 1979 - 1991            | 1991 - 1998 | 1998 - 2002 | 2002 - 2017 | 2017 - Actualment |
| ------------------ | ---------------------- | ----------- | ----------- | ----------- | ----------------- |

## Organització

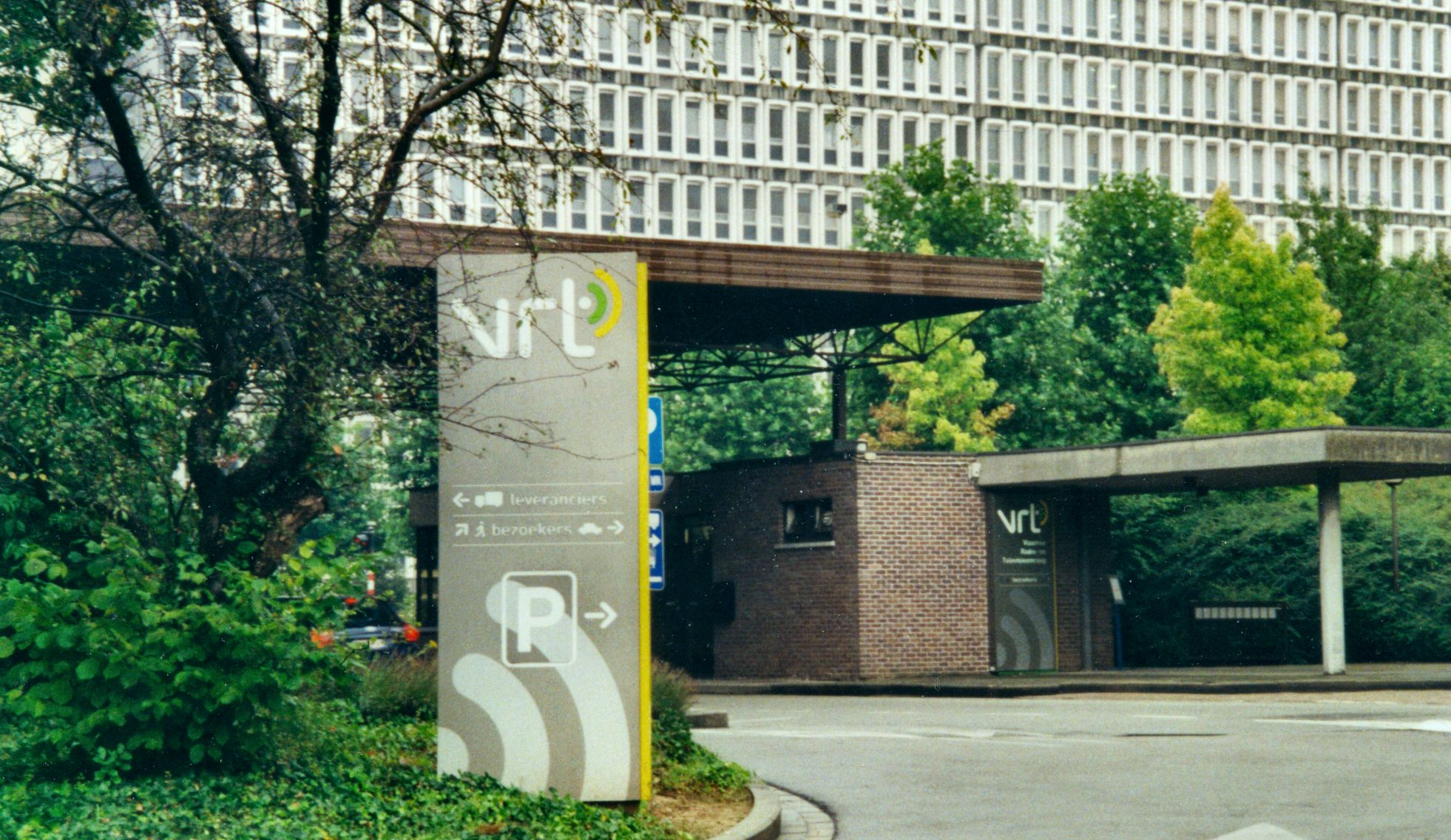
Entrada als estudis de VRT en el bulevard Auguste Reyers de Brussel·les.

VRT es defineix com el servei de radiodifusió pública per a la Comunitat Flamenca de Bèlgica. a seva missió i objectius estan fixats en els estatuts del grup i en els acords de gestió que signa amb el govern de Flandes, on es regulen les normes i condicions per a garantir el seu suport econòmic. La seu central està al bulevard Auguste Reyers de Brussel·les.
L'objectiu de VRT és «oferir programes audiovisuals i serveis al major públic possible en totes les plataformes, garantint la seva independència de les influències polítiques i comercials». Per a això segueix sis principis: independència editorial, atenció al desenvolupament dels mitjans de comunicació, sentit de comunitat (fomentar la participació), promoció de la identitat cultural, innovació i cooperació.
El càrrec més important en VRT és el director executiu, triat pel consell executiu, que té autoritat exclusiva en diversos aspectes. Per sota està la Junta de Govern, que supervisa la labor de l'adreça i fixa l'estratègia de l'empresa pública. Està formada per dotze membres nomenats pel govern de Flandes, en proporció a la representació política del parlament, i poden optar a un màxim de tres mandats. Tant el president com el seu vicepresident són triats entre els seus membres. La Junta té tres comissions: auditoria, estratègia i remuneració.
VRT és membre actiu de la Unió Europea de Radiodifusió. A més, participa en Circom (Associació Europea de Televisions Regionals) i en el canal internacional neerlandès BVN.

### Finançament
L'empresa es finança amb un sistema mixt: aportacions directes del govern de Flandes (limitades per llei), ingressos per programes i venda de productes. La ràdio i la web poden emetre publicitat amb restriccions, mentre que la televisió només pot usar patrocinis que en cap cas interrompran els programes. L'empresa que gestiona i ingressa els diners dels espais publicitaris es diu VAR.

### Directors (generals) NIR
- 1930-1937: Gust De Muynck

- 1937-1939: Theo De Ronde

- 1939-1960: Jan Boon

### Administradors generals BRT/BRTN
- 1960-1986: Paul Vandenbussche

- 1986-1996: Cas Goossens

### Directors generals VRT
- 1996-2002: Bert De Graeve

- 2002-2006: Tony Mary

- 2006-2007: Piet Van Roe (ad interim)

- 2007-2009: Dirk Wauters

- 2009-2010: Piet Van Roe (interí)

- 2010-2014: Sandra De Preter
  - Gener-octubre 2014: Willy Wijnants (ad interim), a causa de la malaltia de Sandra De Preter

- 2014-2016: Leo Hellemans

- 2016-2020: Paul Lembrechts

- Gener-juny 2020: Leo Hellemans (ad interim)[8]

- 2020-present: Frederik Delaplace[9]

### President de la Junta
- 1960-1967: Julien Kuypers

- 1967-1969: Albert Maertens

- 1969-1981: Adriaan Verhulst

- 1981-1984: Herman Balthazar

- 1984-1988: Adriaan Verhulst

- 1988-1994: Els Witte

- 1994-2000: Bart De Schutter

- 2000-2010: Guy Peeters

- 2010-present: Luc Van den Brande

### Junta Directiva actual
El govern flamenc va nomenar dotze consellers el 17 de gener de 2020. Segons el decret dels mitjans de comunicació, els escons s'han de repartir per igual entre els grups polítics del Parlament flamenc.
- Luc Van den Brande (president) (CD&V) - serà substituït per Frieda Brepoels (N-VA) (decisió govern flamenc 17.12.2021)

- Charlotte Verhaeghe (vicepresidenta) (N-VA)

- Philippe Beinaerts (N-VA)

- Bart Caron (verd)

- Rozane De Cock (CD&V)

- Eric Deleu (Vl.B.)

- Stefaan d'Haeze (N-VA) - serà substituït per Marc De Clercq (CD&V) (decisió govern flamenc 17.12.2021)

- Jan Huijbrechts (Vl.B.)

- Genevieve Lombaerts (esp.a)

- Nico Moyaert (N-VA)

- Dirk Sterckx (Vld obert)

- Lynn Wesenbeek (Vld obert)

- Jeroen Tiebout (representant de la comunitat) (N-VA)[11] - serà substituït per Elisabeth Matthys (decisió govern flamenc 17.12.2021) Fins al 14 d'octubre de 2020, Rudi De Kerpel era representant de la comunitat.[12]

## Innovació
es del 2007 fins al 2011, la VRT va comptar amb un departament propi que feia recerca tecnològica en el sector dels mitjans, el VRT-Medialab. Es van dur a terme diversos projectes de recerca en col·laboració amb socis del sector dels mitjans.
Mentrestant, el tram d'innovació s'ha tornat a ampliar amb iniciatives com VRT Sandbox, Video Snackbar o OpenVRT, on es tornen a explorar noves tecnologies i aplicacions en el context dels mitjans, juntament amb start-ups, universitats, institucions de recerca, etc. emissores i altres organitzacions de mitjans.

## Xarxes de Ràdio
VRT gestiona cinc emissores de ràdio nacionals i set digitals

### Ràdio
| Logotip | Contingut   | Emissora                                                     | Format                |
| ------- | ----------- | ------------------------------------------------------------ | --------------------- |
|         | Generalista | Radio 1 Canal informatiu, cultural i de servei públic.       | \|Internet , FM i DAB |
|         | Generalista | Radio 2 Ofereix una programació orientada a l'entreteniment. | \|Internet , FM i DAB |
|         | Musical     | MNM Especialitzada en música pop i radiofórmula              | \|Internet , FM i DAB |
|         | Musical     | Klara Dedicada a la música clàssica.                         | \|Internet , FM i DAB |
|         | Musical     | Studio Brussel Emissora musical per a tots els públics.      | \|Internet , FM i DAB |
|         | Informativa | VRT NWS Especialitzada en notícies                           | Internet i DAB        |
|         | Musical     | Klara Continuo Especialitzada en música clàssica             | Internet i DAB        |
|         | Musical     | MNM Hits Especialitzada en música                            | Internet i DAB        |
|         | Musical     | Radio Bene Especialitzada en música d'artistes flamencs      | Internet i DAB        |
|         | Musical     | De Tijdloze Especialitzada en música atemporal.              | Internet i DAB        |
|         | Musical     | Radio 1 Classics Especialitzada en música clàssiques         | Internet              |
|         |             | Radio2 Unwind                                                | Internet              |
|         | Musical     | Ketnet Hits Especialitzada en música infantil                | Internet              |
|         |             | Studio Brussel De Jaren Nul                                  | Internet              |
|         |             | Studio Brussel Vuurland                                      | Internet              |
|         |             | Studio Brussel UNTZ                                          | Internet              |
|         |             | Studio Brussel Zware Gitaren                                 | Internet              |

VRT gestiona cinc emissores de ràdio nacionals i set digitals.
- Radio 1: Canal informatiu, cultural i de servei públic.
- Radio 2: Ofereix una programació orientada a l'entreteniment. És l'emissora amb més quota de mercat del grup.
- Klara: Dedicada a la música clàssica.
- Studio Brussel (també anomenat StuBru): Emissora musical per a tots els públics. Va començar les seves emissions a l'abril de 1983.
- MNM: Especialitzada en música pop i radiofórmula. Emet des de 2009, però es va llançar en 1992 com a Radio Donna.

Els continguts esportius es donen sota la denominació Sporza Radio, que no té freqüència pròpia. S'emet en Ràdio 1 els caps de setmana (el dissabte a la nit i el diumenge al migdia). StuBru i MNM compten amb senyals de televisió disponibles en la TDT. Cadascuna d'aquestes cadenes pot comptar en el seu web amb canals temàtics exclusivament digitals.
- VRT NWS: Notícies les 24 hores del dia.
- Klara Continu: Música clàssica contínua.
- De Tijdloze: Clàssics alternatius.
- MNM Hits: Èxits musicals.
- MNM Urbanitzi: Música urban.
- MNM Nineties & Nillies: Música dels 90.
- Ketnet Hits: Ràdio digital del canal infantil que posa música pensada per als joves.

L'emissora internacional de la Regió Flamenca es deia Radio Vlaanderen Internationaal. Va tancar en 2009 per retallades de pressupost.
Totes les emissores poden seguir-se sense restricció a través del lloc web Radioplus.be que també funciona com a aplicació per a telèfons intel·ligents i tauletes.

## Xarxes de televisió
Els serveis de televisió de VRT estan disponibles digital per a Flandes i Brussel·les, però poden sintonitzar-se en tota Bèlgica a través del cable i televisió per internet.

### Televisió

Logo d'één des de 2019.

VRT compta amb tres freqüències de televisió i gestiona cinc canals. Één i Canvas tenen el seu propi senyal i una versió pròpia en alta definició, mentre que Ketnet comparteix el tercer senyal amb Één+ i Canvas+, que ofereixen programes dels dos primers canals en horari diferit.
- één: Canal generalista. Va començar les seves emissions el 31 de gener de 1954, encara que emetia en proves des d'un any abans.
- Canvas: Segon canal amb oferta cultural i alternativa. Va néixer en 1977 com BRT2 i la seva actual marca es va implantar vint anys després. Fins a 2012, compartia freqüència amb Ketnet.
- Ketnet: Televisió infantil i juvenil, emet en horari diürn. Va sortir a l'aire en 1997. Des de 2012 fins a 2014 va compartir canal amb OP12. Després de les 20.00, la freqüència de Ketnet transmet els programes de Één i Canvas en diferent horari

Des de 2012 fins a 2014 va existir OP12, un canal juvenil que abastava també programació esportiva i alternativa. Compartia freqüència amb Ketnet.
Els continguts esportius s'ofereixen sota la marca Sporza que emet en les freqüències d'Één, Canvas i ocasionalment Ketnet (però només quan estigui últim no estigui transmetent).
VRT no té televisió internacional pròpia, sinó que comparteix la gestió del canal en neerlandès BVN amb el grup NPO (Països Baixos).
Tots els canals poden seguir-se a través del lloc web VRT NU que també funciona com a aplicació per a telèfons intel·ligents i tauletes. Fins a juliol de 2018, no tenia restricció de territori. Actualment, cal registrar-se per a accedir als canals en viu.
La VRT disposa d'una empresa d'instal·lacions pròpies per a la realització de les seves emissions de ràdio i televisió. Aquesta empresa gestiona tots els estudis i instal·lacions mòbils de ràdio i televisió i proporciona les connexions necessàries per a les emissions in situ.Els serveis de les instal·lacions també inclouen l'arxiu audiovisual de la VRT. Els arxius de ràdio i televisió de la VRT formen conjuntament la col·lecció d'arxius audiovisuals més gran de Bèlgica, que conté centenars de milers d'hores de material audiovisual (analògic i digital (analògic digitalitzat i digital nascut)).